# Cerro Culiacán
A Cerro Culiacán vagy Cerro del Culiacán a mexikói Guanajuato állam egyik vulkanikus eredetű hegye, magassága 2830 (más forrás szerint 2834) méter. Csúcsán távközlési létesítmények állnak.

## Elhelyezkedés
A tengerszint felett mintegy 1730 méterrel fekvő síkságból kiemelkedő magányos, csaknem szabályos kúp alakú hegy Guanajuato állam déli részén emelkedik, csúcsa Cortazar és Salvatierra községek határán található, de a hegy nyugati lejtői Jaral del Progreso községbe is átnyúlnak.
Legkönnyebben nyugat felől közelíthető meg: a Victoria de Cortazar és Santiago Capitiro közötti útból egy autóval is járható út ágazik le, de gyalog északkeletről, Cañada de Caracheo irányából is egy ösvényen  megmászható. A csúcs a hegyikerékpárosok, motorosok és siklórepülők körében is kedvelt.

## A Cerros el Culiacán y la Gavia természetvédelmi terület
A Cerro Culiacánra és a közeli Gavia hegyre kiterjedő, 32 661,53 hektáros természetvédelmi területet 2002-ben hozták létre. 46 emlős-, 107 madár-, 21 hüllő- és 10 kétéltűfajt figyeltek meg itt, közülük legfontosabbak a Douglas-békagyík, a királygém és a Passerculus sandwichensis nevű sármányféle.

## A hegy legendája
A legenda szerint még a spanyol kolónia időszakában élt a környéken egy gazdag nemes család, akiknek volt egy szép lányuk, akibe egy szegény, de dölyfös fiú beleszeretett. „Természetesen” a lány szülei, amikor ezt megtudták, nem engedték a lány közelébe. Így a fiú elkeseredettségében úgy döntött, felvisz egy nagy fagerendát a hegy csúcsára, de a fáradságos munkába belehalt. A helyiek mesélik, hogy így keletkezett a nagy fakereszt a hegy csúcsán. Amikor a lány tudomást szerzett szeretője haláláról, ő is fölment a csúcsra néhány szolgálólányával, és ott találva a keresztet, táncolni kezdtek körülötte. A lány élete végéig minden évben így tett. A legendás körtánc hagyománnyá vált: ez a szokás a mai napig életben van.